# 筑波郡
- 令制国一覧 > 東海道 > 常陸国 > 筑波郡
- 日本 > 関東地方 > 茨城県 > 筑波郡

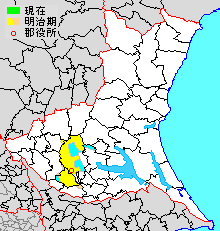
茨城県筑波郡の範囲（水色：後に他郡から編入した区域 薄黄：後に他郡に編入された区域）

筑波郡（つくばぐん）は、茨城県（常陸国）にあった郡。茨城県の県南地域の西部に位置する。行政区域は、北部の筑波山塊と平坦な筑波台地にまたがる。

## 郡域
現在のつくば市とつくばみらい市を合わせた区域にほぼ相当する。1878年（明治11年）に行政区画として発足した当時の郡域は、下記の区域にあたる。
- つくば市の大部分（概ね若栗、若葉、中山、鷹野原、高野台、牧園、西大井、樋の沢、市之台、下横場、南中妻、北中妻、今泉、上横場、榎戸、館野、赤塚、下原、大角豆、倉掛、花室、妻木、栗原、玉取、大曽根、篠崎、長高野、前野、大穂、佐、若森より南東および苅間・葛城根崎・東平塚・西平塚・下平塚・西大橋・新井・大白硲・平・柳橋・山中・島・西岡・小白硲・原を除く[1]）
- つくばみらい市の大部分（筒戸、平沼、鬼長、川崎、寺畑以西を除く）
- 土浦市の一部（大志戸・小高・小野・東城寺・永井・本郷）
- 下妻市の一部（高道祖）
- 常総市の一部（東町・水海道川又町）
- 取手市の一部（概ね小貝川以北）

当初は新治郡・河内郡との境界線が錯綜をきわめており、当郡が土浦市北部、新治郡・河内郡がつくば市の中心近くまで及んでいたが、1896年（明治29年）の郡制施行のための郡の再編で整理された。

## 歴史
1889年（明治22年）の市町村制施行に伴い、谷田部町に郡役所が置かれ、谷田部は郡の行政と文化の中心地となった。1953年（昭和28年）から1961年（昭和31年）にかけて推進された市町村の合併（いわゆる昭和の大合併）により、昭和中期から末期にかけて、谷田部町、伊奈村（のちに町制を施行して伊奈町）、谷和原村、豊里町、筑波町、大穂町の4町2村から成った。
1963年（昭和38年）に、筑波地区の土地が研究学園都市の建設地に閣議決定され、筑波町・豊里町・谷田部町・大穂町が筑波研究学園都市の関係町村として脚光を浴びることになったが、谷和原村と伊奈村は小貝川流域の水田が広がる純農村地帯であった。1981年（昭和56年）6月に谷和原村に常磐自動車道の一部が開通するようになると、伊奈村で宅地化が急速に進んで、首都圏のベッドタウンとしての様相を呈するようになり、郡内の人口も急速に増加していった。さらに、1985年（昭和60年）には谷田部町を中心会場として、国際科学技術博覧会（つくば万博）が開催され、筑波研究学園都市を中心に周辺地区の道路や環境施設が一段と整備されていった。このころから、郡域内の情勢は大きな変容を見せるようになり、それに対応するように筑波研究学園都市関係町村の合併問題が、茨城県や各町村で取り上げられるようになっていった。そして1987年（昭和62年）11月、谷田部町、大穂町、豊里町と新治郡桜村の3町1村が新設合併してつくば市が誕生し、当初合併に反対した筑波町も2か月後の1988年（昭和63年）1月につくば市に編入されて郡から離脱し、伊奈町と谷和原村の1町1村となった。
時代が平成になると、1995年（平成7年）に合併特例債を中心とした財政支援措置がなされるなど、政府主導による市町村合併（いわゆる平成の大合併）が強力に推進された結果、2006年（平成18年）3月に残る伊奈町と谷和原村が合併して市制施行し、つくばみらい市が誕生すると同時に、筑波郡は消滅した。

### 近代以降の沿革
- 「旧高旧領取調帳」に記載されている明治初年時点での支配は以下の通り。●は村内に寺社領が、○は寺社除地[3]が存在。幕府領は安藤伝蔵支配所が管轄。（1町166村）

| 知行         | 知行                   | 村数 | 村名 |
| ------------ | ---------------------- | ---- | --- |
| 幕府領       | 幕府領                 | 30村 | 根新田、上新田村、老田淵村、新右衛門新田、鍋沼新田、高須賀村、西酒丸新田、○遠東村、西酒丸村西谷賀代村中東村新田、上口堀村、南口堀村、弥平太村、真瀬村、下別府村、中別府村、中根村、●○上郷村、木俣村、中東原村新田、●○今鹿島村、高野原新田、●安食村、坂野新田、重右衛門新田、花島新田、小島新田、善助新田、武兵衛新田、勘兵衛新田、伊佐衛門新田 |
| 幕府領       | 旗本領                 | 42村 | 中平柳村、栗山村（現・つくばみらい市東栗山）、○神生村、戸茂村、○福原村、○山王新田、戸崎村、狸淵村、樛木村、福田村、○豊体村、○新戸村、青古新田、加藤村、弥柳村、○長渡呂新田、狸穴村、高岡村、古川村、大和田村、南村、宮本村、島名村、水堀村、面野井村、中北村、上河原崎村、野畑村、○高野村、●○沼崎村、猿壁村、●○神郡村、○手子丸村、杉木村、大貫村、○国松村、●大島村（現・つくば市上大島）、洞下村、中菅間村、明石村、磯部村、○寺具村                                                             |
| 幕府領       | 幕府領・旗本領         | 6村  | 上平柳村、鬼ヶ窪村、○牛縊村、上菅間村、池田村、作谷村 |
| 藩領         | 常陸土浦藩             | 48村 | ○上萱場村、下萱場村、浜田村、下平柳村、山谷村、上島村、○中島村、○下島村、神住新田、○押砂村、箕輪村、北袋村、長渡呂村、市野深村、成瀬村、青木村、上小目村、宮戸村、西丸山村、西楢戸村、仁左衛門新田、東楢戸村、●○田村、○日川村、真木村、上長沼村、○下長沼村、●福岡村、台村、○漆所村、○小沢村、●○君島村、小泉村、泉村、○北条村、●○平沢村、小和田村、●○山口村、小田村、太田村（現・つくば市北太田）、大形村、大島村（現・つくば市下大島）、●○東城寺村、●○小野村、大志戸村、本郷村、●永井村、小高村 |
| 藩領         | 常陸谷田部藩           | 17村 | ○谷田部町、○羽成村、○東丸山村、○境松村、境田村、根崎村、○飯田村、中野村、栗山村（現・つくば市西栗山）、上萱丸村、○下萱丸村、○片田村、古館村、西谷賀代村、●○西酒丸村、○中東村、○高田村 |
| 藩領         | 上野前橋藩             | 5村  | 徳右衛門新田、伊丹村、足高村、野堀村、弥左衛門新田 |
| 藩領         | 陸奥仙台藩             | 3村  | 大砂村、●吉沼村、●西高野村 |
| 幕府領・藩領 | 幕府領・土浦藩         | 1村  | 川又村 |
| 幕府領・藩領 | 幕府領・下総佐倉藩     | 1村  | 下新田村 |
| 幕府領・藩領 | 幕府領・旗本領・佐倉藩 | 1村  | ●高道祖村 |
| 幕府領・藩領 | 旗本領・土浦藩         | 3村  | 下小目村、奉社村、谷口村 |
| 幕府領・藩領 | 旗本領・土浦藩・佐倉藩 | 1村  | ●谷井田村 |
| 幕府領・藩領 | 旗本領・谷田部藩       | 2村  | 下河原崎村、●○百家村 |
| 幕府領・藩領 | 旗本領・前橋藩         | 2村  | 城中村、●板橋村 |
| 幕府領・藩領 | 旗本領・関宿藩         | 2村  | ●小張村、太田村（現・つくばみらい市南太田） |
| その他       | 寺社領                 | 3村  | 筑波村、臼井村、沼田村 |

- 慶応4年
  - 6月27日（1868年8月15日） - 幕府領・旗本領が常陸知県事の管轄となる。
  - 9月24日（1868年11月8日） - 戊辰戦争後の処分により仙台藩が廃藩。本郡の領地が常陸知県事の管轄となる。
- 明治初年（1町168村）
  - 飯田村が分割して上飯田村・下飯田村となる。
  - 吉沼村の一部より吉沼五人受が起立。
- 明治2年2月9日（1869年3月21日） - 常陸知県事の管轄区域が若森県の管轄となる。
- 明治4年
  - 2月8日（1871年3月28日） - 谷田部藩が転封により下野茂木藩となる。当郡内の領地は引き続き管轄。
  - 土浦藩領のうち太田村（現・つくば市北太田）・大形村・大島村（現・つくば市下大島）・小野村・大志戸村・本郷村・永井村・小高村を除く全域が若森県の管轄となる。
  - 若森県の管轄区域のうち下河原崎村・島名村・水堀村・面野井村・鬼ヶ窪村・百家村・西酒丸村西谷賀代村中東村新田・中東原村新田が茂木藩領となる。
  - 7月14日（1871年8月29日） - 廃藩置県により、藩領が土浦県、茂木県、前橋県、関宿県、佐倉県となる。
  - 10月28日（1871年12月10日） - 第1次府県統合により前橋県の管轄区域が群馬県の管轄となる。
  - 11月14日（1871年12月25日） - 第1次府県統合により全域が新治県の管轄となる。
- 1874年（明治7年） - 大島村（現・つくば市下大島）が改称して下大島村となる。
- 1875年（明治8年）5月7日 - 第2次府県統合により茨城県の管轄となる。
- 1878年（明治11年）
  - 12月2日 - 郡区町村編制法の茨城県での施行により行政区画としての筑波郡が発足。郡役所が谷田部町に設置。
  - 2ヶ所ずつ存在した太田村・栗山村がそれぞれ南太田村（現・つくばみらい市南太田）、北太田村（現・つくば市北太田）、東栗山村（現・つくばみらい市東栗山）、西栗山村（現・つくば市西栗山）に改称。
  - 大島村（現・つくば市上大島）が改称して上大島村となる。
- 1879年（明治12年） - このころ上飯田村・下飯田村が合併して飯田村となる。（1町167村）
- 1883年（明治16年） - 西酒丸新田が改称して土田村となる。
- 1884年（明治17年）（1町160村）
  - このころまでに西酒丸村西谷賀代村中東村新田が分割して西酒丸村・西谷賀代村・中東村に編入。
  - 西酒丸村・西谷賀代村・中東村が合併して酒丸村となる。
  - 上口堀村・南口堀村・弥平太村・中根村・猿壁村が合併して要村となる。
- 1886年（明治19年）（1町157村）
  - 上新田村・下新田村が合併して高良田村となる。
  - 宮本村・中北村が上河原崎村に合併。
- 1887年（明治20年） - 北条村が改称して北条町となる。（2町156村）

### 町村制以降の沿革

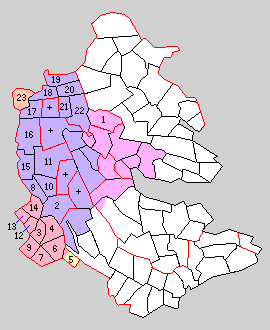
1.山ノ荘村 2.谷田部町 3.小張村 4.板橋村 5.久賀村 6.三島村 7.谷井田村 8.真瀬村 9.豊村 10.島名村 11.旭村 12.鹿島村 13.十和村 14.福岡村 15.上郷村 16.吉沼村 17.作岡村 18.菅間村 19.筑波町 20.田井村 21.北条町 22.小田村 23.高道祖村（紫：つくば市 赤：つくばみらい市 桃：土浦市 黄：取手市 橙：下妻市 ＋はのちに筑波郡に加わった地域）

- 1889年（明治22年）4月1日 - 町村制の施行により、下記の町村が発足[6]。（3町20村）
  - 山ノ荘村 ← 大志戸村、小高村、小野村、東城寺村、永井村、本郷村（現・土浦市）　
  - 谷田部町 ← 谷田部町、東丸山村、羽成村、花島新田、上萱丸村、下萱丸村、飯田村、中野村、西栗山村、片田村、根崎村、古館村、境田村、境松村（現・つくば市）
  - 小張村 ← 小張村、市野深村、谷口村、奉社村、新戸村、小島新田、善助新田（現・つくばみらい市）
  - 板橋村 ← 板橋村、神生村、野堀村、南太田村、勘兵衛新田、武兵衛新田、重右衛門新田、狸穴村、高岡村、大和田村（現・つくばみらい市）
  - 久賀村 ← 城中村、東栗山村、足高村（現・つくばみらい市）、浜田村、徳右衛門新田、上萱場村、下萱場村、根新田、弥左衛門新田（現・取手市）
  - 三島村 ← 下島村、中島村、上島村、神住新田、伊丹村、山王新田、福原村、戸茂村、戸崎村（現・つくばみらい市）
  - 谷井田村 ← 谷井田村、上平柳村、山谷村、中平柳村、下平柳村（現・つくばみらい市）
  - 真瀬村 ← 真瀬村、鍋沼新田、高須賀村、高良田村（現・つくば市）、老田淵村、新右衛門新田（現・常総市）
  - 豊村 ← 豊体村、青木村、青古新田、福田村、長渡呂新田、弥柳村、狸淵村、長渡呂村（現・つくばみらい市）
  - 島名村 ← 島名村、高田村、水堀村、面野井村、中別府村、下別府村、上河原崎村、下河原崎村、鬼ヶ窪村（現・つくば市）
  - 旭村 ← 要村、沼崎村、高野村、百家村、酒丸村、遠東村、中東原村新田、土田村、今鹿島村（現・つくば市）
  - 鹿島村 ← 加藤村、下小目村、上小目村、成瀬村、宮戸村、西丸山村、東楢戸村、西楢戸村、古川村（現・つくばみらい市）
  - 十和村 ← 上長沼村、樛木村、押砂村、箕輪村、北袋村、下長沼村、真木村、田村、日川村（現・つくばみらい市）、川又村（現・常総市）
  - 福岡村 ← 福岡村、台村、南村、伊左衛門新田、仁左衛門新田、坂野新田（現・つくばみらい市）
  - 上郷村 ← 上郷村、木俣村、手子丸村、野畑村（現・つくば市）
  - 吉沼村 ← 吉沼村、吉沼五人受、大砂村、西高野村、牛縊村（現・つくば市）
  - 作岡村 ← 作谷村、安食村、寺具村、明石村、高野原新田（現・つくば市）
  - 菅間村 ← 中菅間村、上菅間村、池田村、洞下村、磯部村（現・つくば市）
  - 筑波町 ← 筑波村、沼田村、国松村、上大島村（現・つくば市）
  - 田井村 ← 神郡村、杉木村、大貫村、小沢村、漆所村、臼井村（現・つくば市）
  - 北条町 ← 北条町、小泉村、泉村、君島村（現・つくば市）
  - 小田村 ← 小田村、北太田村、小和田村、山口村、平沢村、下大島村、大形村（現・つくば市）
  - 高道祖村（単独村制。現・下妻市）
- 1896年（明治29年）
  - 4月1日（3町24村）
    - 北相馬郡長崎村・新治郡葛城村・大穂村・田水山村・河内郡小野川村の所属郡が本郡に変更。
    - 山ノ荘村の所属郡が新治郡に変更。
- 1896年（明治29年）7月1日 - 郡制を施行。
- 1923年（大正12年）4月1日 - 郡会が廃止。郡役所は存続。
- 1926年（大正15年）7月1日 - 郡役所が廃止。以降は地域区分名称となる。
- 1938年（昭和13年）4月17日 - 鹿島村・長崎村が合併して谷原村が発足。（3町23村）
- 1953年（昭和28年）
  - 4月1日 - 大穂村が町制施行して大穂町となる。（4町22村）
  - 11月3日 - 上郷村が町制施行して上郷町となる。（5町21村）
- 1954年（昭和29年）
  - 6月1日 - 高道祖村が真壁郡下妻町に編入。（5町20村）
  - 7月1日 - 三島村・谷井田村・豊村・小張村が合併して伊奈村が発足。（5町17村）
- 1955年（昭和30年）
  - 2月1日 - 筑波町・北条町・田水山村・田井村・小田村が合併し、改めて筑波町が発足。（4町14村）
  - 2月21日 - 久賀村の一部（城中・東栗山・足高）が伊奈村に、残部（浜田・徳右衛門新田・上萱場・下萱場・根新田・弥左衛門新田）が北相馬郡藤代町に分割編入。（4町13村）
  - 3月1日 - 谷原村・十和村・福岡村が北相馬郡小絹村と合併して谷和原村が発足。（4町11村）
  - 3月31日（4町7村）
    - 真瀬村の一部（老田淵・新右衛門新田）が水海道市に編入。
    - 谷田部町・小野川村・葛城村・島名村および真瀬村の残部（真瀬・鍋沼新田・高須賀・高良田）が合併し、改めて谷田部町が発足。

  - 4月1日（4町6村）
    - 大穂町および旭村の一部（要）が合併し、改めて大穂町が発足。
    - 上郷町および旭村の残部（沼崎・高野・百家・酒丸・遠東・中東原新田・土田・今鹿島）が合併し、改めて上郷町が発足。上郷町は即日改称して豊里町となる。

  - 6月10日 - 板橋村が伊奈村に編入。（4町5村）
- 1956年（昭和31年）9月30日（4町3村）
  - 吉沼村の一部（吉沼字田倉）が豊里町に、残部（五人受・大砂・西高野・牛縊および吉沼の残部）が大穂町に分割編入。
  - 作岡村が筑波町に編入。
- 1957年（昭和32年）7月1日 - 菅間村が筑波町に編入。（4町2村）
- 1985年（昭和60年）4月1日 - 伊奈村が町制施行して伊奈町となる。（5町1村）
- 1987年（昭和62年）11月30日 - 谷田部町・豊里町・大穂町が新治郡桜村と合併してつくば市が発足し、郡より離脱。（2町1村）
- 1988年（昭和63年）1月31日 - 筑波町がつくば市に編入。（1町1村）
- 2006年（平成18年）3月27日 - 伊奈町・谷和原村が合併してつくばみらい市が発足。同日筑波郡消滅。

### 変遷表
| 明治22年4月1日 | 明治22年4月1日  | 明治22年 - 大正15年         | 明治22年 - 大正15年         | 昭和1年 - 昭和19年     | 昭和20年 - 昭和29年                     | 昭和20年 - 昭和29年                     | 昭和30年                             | 昭和31年 - 昭和39年          | 昭和40年 - 昭和64年             | 平成1年 - 現在                 | 現在           |
| -------------- | --------------- | --------------------------- | --------------------------- | ---------------------- | --------------------------------------- | --------------------------------------- | ------------------------------------ | ---------------------------- | ------------------------------- | ------------------------------ | -------------- |
|                | 真瀬村          | 真瀬村                      | 真瀬村                      | 真瀬村                 | 真瀬村                                  | 真瀬村                                  | 昭和30年3月31日 水海道市に一部編入   | 水海道市                     | 水海道市                        | 平成18年1月1日 改称 常総市     | 常総市         |
|                | 真瀬村          | 真瀬村                      | 真瀬村                      | 真瀬村                 | 真瀬村                                  | 真瀬村                                  | 昭和30年3月31日 谷田部町             | 谷田部町                     | 昭和62年11月30日 つくば市の一部 | つくば市                       | つくば市       |
|                | 谷田部町        | 谷田部町                    | 谷田部町                    | 谷田部町               | 谷田部町                                | 谷田部町                                | 昭和30年3月31日 谷田部町             | 谷田部町                     | 昭和62年11月30日 つくば市の一部 | つくば市                       | つくば市       |
|                | 島名村          | 島名村                      | 島名村                      | 島名村                 | 島名村                                  | 島名村                                  | 昭和30年3月31日 谷田部町             | 谷田部町                     | 昭和62年11月30日 つくば市の一部 | つくば市                       | つくば市       |
|                | 河内郡 小野川村 | 明治29年4月1日 筑波郡へ移行 | 明治29年4月1日 筑波郡へ移行 | 小野川村               | 小野川村                                | 小野川村                                | 昭和30年3月31日 谷田部町             | 谷田部町                     | 昭和62年11月30日 つくば市の一部 | つくば市                       | つくば市       |
|                | 新治郡 葛城村   | 明治29年4月1日 筑波郡へ移行 | 明治29年4月1日 筑波郡へ移行 | 葛城村                 | 葛城村                                  | 葛城村                                  | 昭和30年3月31日 谷田部町             | 谷田部町                     | 昭和62年11月30日 つくば市の一部 | つくば市                       | つくば市       |
|                | 新治郡 大穂村   | 明治29年4月1日 筑波郡へ移行 | 明治29年4月1日 筑波郡へ移行 | 大穂村                 | 昭和28年4月1日 町制                     | 昭和28年4月1日 町制                     | 昭和30年4月1日 大穂町                | 大穂町                       | 昭和62年11月30日 つくば市の一部 | つくば市                       | つくば市       |
|                | 旭村            | 旭村                        | 旭村                        | 旭村                   | 旭村                                    | 旭村                                    | 昭和30年4月1日 大穂町                | 大穂町                       | 昭和62年11月30日 つくば市の一部 | つくば市                       | つくば市       |
|                | 旭村            | 旭村                        | 旭村                        | 旭村                   | 旭村                                    | 旭村                                    | 昭和30年4月1日 豊里町                | 豊里町                       | 昭和62年11月30日 つくば市の一部 | つくば市                       | つくば市       |
|                | 上郷村          | 上郷村                      | 上郷村                      | 上郷村                 | 昭和28年11月3日 町制                    | 昭和28年11月3日 町制                    | 昭和30年4月1日 豊里町                | 豊里町                       | 昭和62年11月30日 つくば市の一部 | つくば市                       | つくば市       |
|                | 吉沼村          | 吉沼村                      | 吉沼村                      | 吉沼村                 | 吉沼村                                  | 吉沼村                                  | 吉沼村                               | 昭和31年9月30日 豊里町に編入 | 昭和62年11月30日 つくば市の一部 | つくば市                       | つくば市       |
|                | 吉沼村          | 吉沼村                      | 吉沼村                      | 吉沼村                 | 吉沼村                                  | 吉沼村                                  | 吉沼村                               | 昭和31年9月30日 大穂町に編入 | 昭和62年11月30日 つくば市の一部 | つくば市                       | つくば市       |
|                | 新治郡 田水山村 | 明治29年4月1日 筑波郡へ移行 | 明治29年4月1日 筑波郡へ移行 | 田水山村               | 田水山村                                | 田水山村                                | 昭和30年4月1日 筑波町                | 筑波町                       | 昭和63年1月31日 つくば市に編入  | つくば市                       | つくば市       |
|                | 筑波町          | 筑波町                      | 筑波町                      | 筑波町                 | 筑波町                                  | 筑波町                                  | 昭和30年4月1日 筑波町                | 筑波町                       | 昭和63年1月31日 つくば市に編入  | つくば市                       | つくば市       |
|                | 北條町          | 北條町                      | 北條町                      | 北條町                 | 北條町                                  | 北條町                                  | 昭和30年4月1日 筑波町                | 筑波町                       | 昭和63年1月31日 つくば市に編入  | つくば市                       | つくば市       |
|                | 田井村          | 田井村                      | 田井村                      | 田井村                 | 田井村                                  | 田井村                                  | 昭和30年4月1日 筑波町                | 筑波町                       | 昭和63年1月31日 つくば市に編入  | つくば市                       | つくば市       |
|                | 小田村          | 小田村                      | 小田村                      | 小田村                 | 小田村                                  | 小田村                                  | 昭和30年4月1日 筑波町                | 筑波町                       | 昭和63年1月31日 つくば市に編入  | つくば市                       | つくば市       |
|                | 作岡村          | 作岡村                      | 作岡村                      | 作岡村                 | 作岡村                                  | 作岡村                                  | 作岡村                               | 昭和31年9月30日 筑波町に編入 | 昭和63年1月31日 つくば市に編入  | つくば市                       | つくば市       |
|                | 菅間村          | 菅間村                      | 菅間村                      | 菅間村                 | 菅間村                                  | 菅間村                                  | 菅間村                               | 昭和32年7月1日 筑波町に編入  | 昭和63年1月31日 つくば市に編入  | つくば市                       | つくば市       |
|                | 高道祖村        | 高道祖村                    | 高道祖村                    | 高道祖村               | 昭和29年4月1日 真壁郡下妻町に編入・市制 | 昭和29年4月1日 真壁郡下妻町に編入・市制 | 下妻市                               | 下妻市                       | 下妻市                          | 下妻市                         | 下妻市         |
|                | 北相馬郡 小絹村 | 小絹村                      | 小絹村                      | 小絹村                 | 小絹村                                  | 小絹村                                  | 昭和30年3月1日 谷和原村              | 谷和原村                     | 谷和原村                        | 平成18年3月27日 つくばみらい市 | つくばみらい市 |
|                | 北相馬郡 長崎村 | 明治29年4月1日 筑波郡へ移行 | 明治29年4月1日 筑波郡へ移行 | 昭和13年4月17日 谷原村 | 谷原村                                  | 谷原村                                  | 昭和30年3月1日 谷和原村              | 谷和原村                     | 谷和原村                        | 平成18年3月27日 つくばみらい市 | つくばみらい市 |
|                | 鹿島村          | 鹿島村                      | 鹿島村                      | 昭和13年4月17日 谷原村 | 谷原村                                  | 谷原村                                  | 昭和30年3月1日 谷和原村              | 谷和原村                     | 谷和原村                        | 平成18年3月27日 つくばみらい市 | つくばみらい市 |
|                | 十和村          | 十和村                      | 十和村                      | 十和村                 | 十和村                                  | 十和村                                  | 昭和30年3月1日 谷和原村              | 谷和原村                     | 谷和原村                        | 平成18年3月27日 つくばみらい市 | つくばみらい市 |
|                | 福岡村          | 福岡村                      | 福岡村                      | 福岡村                 | 福岡村                                  | 福岡村                                  | 昭和30年3月1日 谷和原村              | 谷和原村                     | 谷和原村                        | 平成18年3月27日 つくばみらい市 | つくばみらい市 |
|                | 三島村          | 三島村                      | 三島村                      | 三島村                 | 昭和29年7月1日 伊奈村                   | 昭和29年7月1日 伊奈村                   | 伊奈村                               | 伊奈村                       | 昭和60年4月1日 町制             | 平成18年3月27日 つくばみらい市 | つくばみらい市 |
|                | 谷井田村        | 谷井田村                    | 谷井田村                    | 谷井田村               | 昭和29年7月1日 伊奈村                   | 昭和29年7月1日 伊奈村                   | 伊奈村                               | 伊奈村                       | 昭和60年4月1日 町制             | 平成18年3月27日 つくばみらい市 | つくばみらい市 |
|                | 豊村            | 豊村                        | 豊村                        | 豊村                   | 昭和29年7月1日 伊奈村                   | 昭和29年7月1日 伊奈村                   | 伊奈村                               | 伊奈村                       | 昭和60年4月1日 町制             | 平成18年3月27日 つくばみらい市 | つくばみらい市 |
|                | 小張村          | 小張村                      | 小張村                      | 小張村                 | 昭和29年7月1日 伊奈村                   | 昭和29年7月1日 伊奈村                   | 伊奈村                               | 伊奈村                       | 昭和60年4月1日 町制             | 平成18年3月27日 つくばみらい市 | つくばみらい市 |
|                | 板橋村          | 板橋村                      | 板橋村                      | 板橋村                 | 板橋村                                  | 板橋村                                  | 昭和30年4月1日 伊奈村に編入          | 伊奈村                       | 昭和60年4月1日 町制             | 平成18年3月27日 つくばみらい市 | つくばみらい市 |
|                | 久賀村          | 久賀村                      | 久賀村                      | 久賀村                 | 久賀村                                  | 久賀村                                  | 昭和30年2月21日 伊奈村に一部編入     | 伊奈村                       | 昭和60年4月1日 町制             | 平成18年3月27日 つくばみらい市 | つくばみらい市 |
|                | 久賀村          | 久賀村                      | 久賀村                      | 久賀村                 | 久賀村                                  | 久賀村                                  | 昭和30年2月21日 北相馬郡藤代町の一部 | 藤代町                       | 藤代町                          | 平成17年3月29日 取手市に編入   | 取手市         |
|                | 山ノ荘村        | 明治29年4月1日 新治郡へ移行 | 明治29年4月1日 新治郡へ移行 | 山ノ荘村               | 山ノ荘村                                | 山ノ荘村                                | 昭和30年7月27日 新治郡新治村の一部   | 新治村                       | 新治村                          | 平成18年2月20日 土浦市に編入   | 土浦市         |

## 行政
歴代郡長
| 代 | 氏名 | 就任年月日                | 退任年月日                | 備考                   |
| -- | ---- | ------------------------- | ------------------------- | ---------------------- |
| 1  |      | 明治11年（1878年）12月2日 |                           |                        |
|    |      |                           | 大正15年（1926年）6月30日 | 郡役所廃止により、廃官 |

## 地理
郡の北部に関東平野の中央にそびえ、日本百名山の一つに数えられる筑波山（標高877 m）があり、南西部の郡境には利根川水系の支流である小貝川、東部に桜川が南流する。大部分は筑波台地の平坦な地で、南は稲敷台地へと続き、牛久沼とも接する。
かつては、コムギ・サツマイモ・ラッカセイなどの畑作を中心とする純農村地帯であったが、郡中心部に筑波研究学園都市が立地すると、研究施設のほか、周辺地域に工業団地、住宅団地、ゴルフ場が造成されていった。交通網は、筑波山麓の筑波町に走っていた筑波鉄道筑波線が1987年（昭和62年）に廃止されたが、南部を常磐自動車道が横断し、国道354号や国道408号を軸に、郡域全体に学園東大通りや土浦学園線などの主要地方道や一般県道の幹線道路が縦横に交錯する。